# 크리스티안 6세

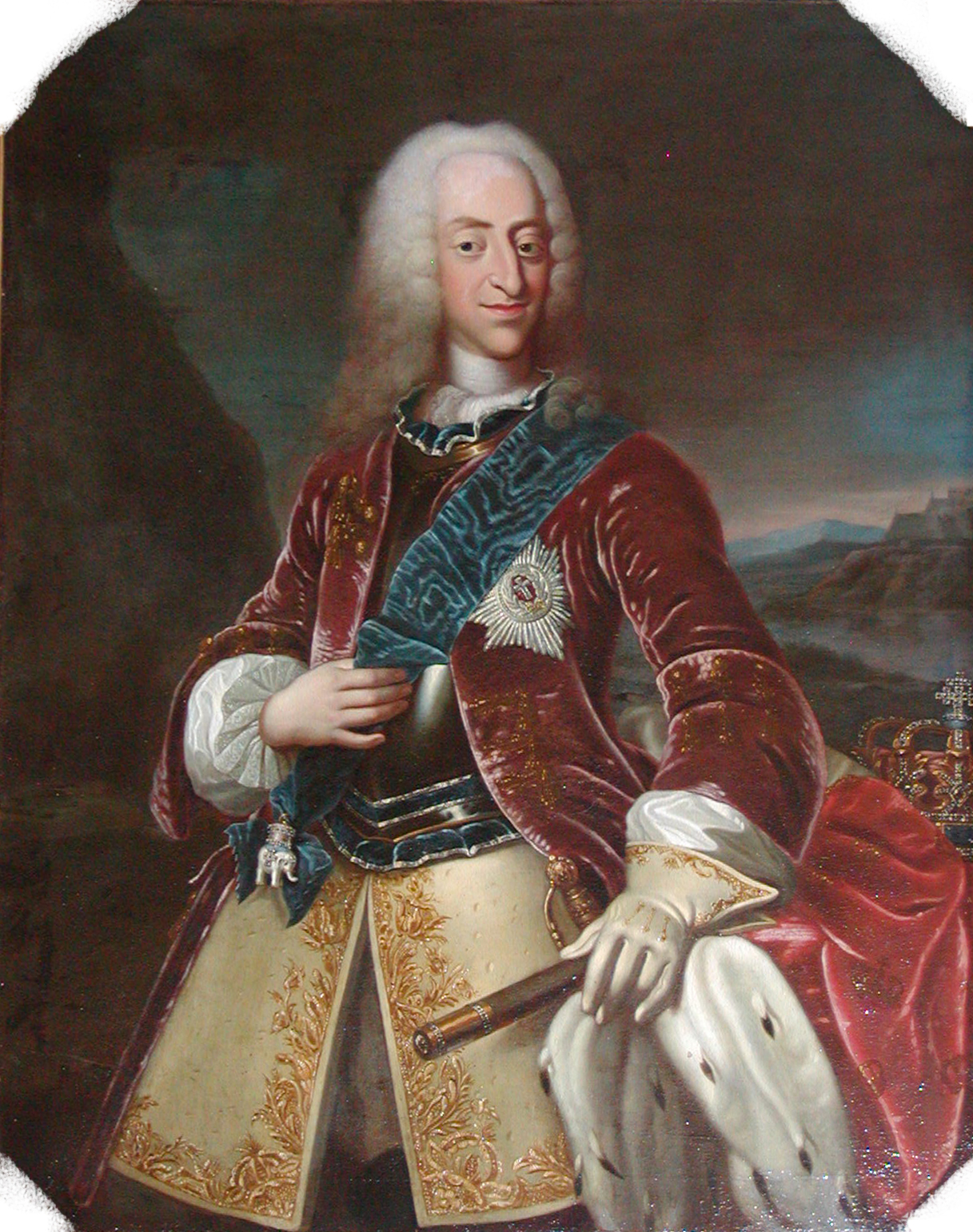
크리스티안 6세

크리스티안 6세(덴마크어: Christian VI, 노르웨이어: Christian VI, 1699년 11월 13일 ~ 1746년 8월 6일)는 덴마크의 국왕이자 노르웨이의 국왕(재위: 1730년 10월 12일 ~ 1746년 8월 6일)이다.

## 생애
1699년 11월 13일 코펜하겐에 위치한 코펜하겐 성에서 프레데리크 4세 국왕과 그의 첫 번째 왕비 메클렌부르크의 루이제의 차남으로 태어났다. 1730년 10월 12일에 덴마크의 국왕으로 즉위했다.
크리스티안 6세는 경건주의에 입각한 엄격하고 보수적인 정치를 했고 그 때문에 국민들에게는 인기를 얻지 못했다. 1733년에는 《농민 귀속법》(Stavnsbånd)을 제정하면서 농노제를 도입했다. 이 법률은 농민 군대를 확보하기 위한 차원에서 제정되었으며 특정 지역의 농지에 거주하는 농민들을 특정 지역의 귀족, 군대 양쪽에 귀속시킨다는 내용을 담고 있다. 그렇지만 영세 농민의 복종을 강요한다는 비판을 받았고 1788년에 폐지되고 만다.
그의 치세 중에는 크리스티안스보르 성(Christiansborg), 히르슈홀름 궁전(Hirschholm), 에르미타주 사냥용 별장(Hermitage)을 비롯한 많은 호화로운 건축물들이 지어졌고 이것은 국민들의 경제적 부담으로 이어졌다.
그는 재위 기간 동안에 평화, 중립 외교 정책을 지향했다. 또한 새로운 회사, 은행을 설립하면서 교역과 상업을 발전시켰다. 1746년 8월 6일 코펜하겐 근교에 위치한 히르슈홀름 궁전에서 사망했으며 그의 시신은 로스킬레 대성당에 안치되었다.

## 자녀
그는 브란덴부르크-바이로이트-쿨름바흐 변경백의 딸 조피 막달레네와 결혼해 1남 2녀를 두었다.
- 프레데리크 5세(1723~1766)
- 루이세(1724)
- 루이세(1726~1756)